# Esse
 Der er for få eller ingen kildehenvisninger i denne artikel, hvilket er et problem. Du kan hjælpe ved at angive troværdige kilder til de påstande, som fremføres i artiklen.

En esse er smedens ildsted hvor metaller, oftest jern- og stållegeringer opvarmes til en temperatur, der muliggør formning med hammer og andet værktøj, bukning og svejsning på en ambolt samt tilføre materialet forskellige egenskaber f.eks. overfladehærdning.
Essen er formet så der er plads til brændslet, ofte koks, og en underliggende bælg og en dertil hørende luftpumpe. Denne var tidligere manuelt drevet, men er i dag oftest en elektrisk drevet centrifugalblæser.
Temperaturen i essen reguleres af den luftmængde, der bliver pumpet ind i brændslet.
En feltesse var smedens mobile esse, som han tog med, når han arbejdede væk fra smedjen, i felten. Feltessen på billedet er dog en moderne esse til brug i sløjdundervisningen. Med en fodpedal drives det store svinghjul under essen rundt, og det driver en blæser, der tilfører luft, og dermed ilt, til brændslet.